# Détroit de Dease
Le détroit de Dease (en anglais : Dease Strait) est une étendue d'eau orientée est-ouest qui sépare la péninsule de Kent et l'île Victoria au Nunavut, Canada. Ce détroit fait 100 milles (161 km) de long. À son embouchure orientale, d'une largeur d'environ 12 milles (19 km), se trouve Cambridge Bay ; à l'ouest, le détroit s'élargit et mesure 38 milles (61 km) à l'endroit où il se jette dans le golfe du Couronnement. 